# Plužine
Plužine (srbsky Плужине) je město a opština, ležící na severu Černé Hory. Ve městě žije celkem 1 494 obyvatel a v celé opštině o rozloze 854 km² pak 4 272 lidí.
Město nemá dlouhou historii; vybudováno bylo v 70. letech pro obyvatele těch vesnic, jež byly zničeny při budování přehrady Mratinje. Na břehu této přehradní nádrže se město právě nachází. Silničně je propojeno s Bosnou a Hercegovinou (město Foča, severním směrem) a Nikšićem s Podgoricí (jižním směrem).